# 石得一
石得一，宋朝开封人。曾担任内侍黄门，后来一直升迁到内殿承制。宋神宗时，任带御器械（即带刀侍卫）、管干龙图天章宝文阁、皇城司，经过四次升迁，官至内副都知。
元祐年初期，担任成州團練使，同时内省的职务被罢免。石得一后遭御史刘挚弹劾，被降职为左藏库使，最终在这个职位上去世。绍圣年间，被追封为随州觀察使。

## 延伸阅读
[在维基数据编辑]
 《宋史·卷467》，出自脱脱《宋史》